# Juraj Frković
Juraj (Jurica) Frković (Lički Novi, 28. kolovoza 1910. – Povlje blizu Jablanca 22. veljače 1944.) bio je veliki župan Velike župe Gacka i Lika i stožernik za vrijeme Nezavisne Države Hrvatske.

## Životopis
Sin je Jure Frkovića Gűce (1863. – 1943.) i Mande rođ. Kosović (1879. – 1950., pokopana u Buenos Airesu), oboje iz Ličkog Novog. Najprije je izučio remenarski zanat kod oca Jure koji je svoje sinove odgajao tako da su najprije kod njega završili zanat i dobili osnovno zanimanje, a kasnije im je omogućio da nastave školovanje po vlastitoj želji i sposobnostima. Nakon završenog zanata radio je u očevoj trgovini mješovite robe u Gospiću. Trgovina se nalazila u velikoj obiteljskoj kući Frkovića u blizini nekad poznate gospićke place (danas Trg Stjepana Radića). Još kao mladić "zarazio se politikom", ogorčen atentatom na Stjepana Radića i diktaturom kralja Aleksandra, i, sljedeći stariju braću Ivicu, Martina i Matu, uključio se u rad hrvatske nacionalističke mladež u Gospiću. Priključio se ustaškom pokretu i kao dvadesetjednogodišnji mladić sudjelovao u Brušansko-velebitskom ustanku 1932. Zbog toga je osuđen, zajedno s bratom Martinom, na pet godina roblje. Kaznu je odležao u Lepoglavi, no tu je s brojim istomišljenicima razvijao političke ideje o secesiji Hrvatske od Kraljevine Jugoslavije. U zatvoru je prosvjedovao protiv neljudskih postupaka uprave nad robijašima pa je dobio još deset mjeseci robije. Nakon odslužene kazne vratio se u Gospić i postao jedan od vodećih ljudi ustaškog pokreta u Lici. Kad je osnovana Banovina Hrvatska 1939., osudio je sporazum Cvetković-Maček smatrajući da tim sporazumom nije riješeno hrvatsko pitanje. Zbog javnog isticanja antidržavnog raspoloženja uhićen je po nalogu bana Ivana Šubašića i u ožujku 1941. interniran u logor Krušića kod Travnika. Tu ga je zatekao rat i proglašenje NDH. Vratio se u Gopsić i stavio na čelo brojne i jake ustaške organizacije. Početkom svibnja 1941. imenovan je privremenim ustaškim povjerenikom za Liku, a mjesec dana kasnije postao je veliki župan Velike župe Gacka i Lika. Od jeseni i ustaški stožernik te županije. Smatra se da je jedan od osnivača koncentracijskog logora Jadovno. Početkom srpnja 1942. premješten je za velikog župana Velike župe Livac i Zapolje u Novoj Gradiški gdje ostaje do kolovoza 1943. te se opet vratio na staro mjesto velikog župana Gacke i Like. Kad se vraćao iz Rijeke 1943. izgubio je život kod mjesta Povlje blizu Jablanca pod Velebitom. Pokopan je u obiteljskoj grobnici u Gospiću. 1941. oženio se Dragicom rođ. Ugarković, s kojom je imao sina Marka i kćer Jurju.